# Rikers Vater
Rikers Vater (Originaltitel: The Icarus Factor) ist die 14. Folge der zweiten Staffel der US-amerikanischen Science-Fiction-Fernsehserie Raumschiff Enterprise – Das nächste Jahrhundert. Sie wurde in den Vereinigten Staaten über Syndication vermarktet und erstmals am 24. April 1989 auf verschiedenen Fernsehsendern ausgestrahlt. In Deutschland war sie zum ersten Mal am 27. März 1992 in einer synchronisierten Fassung im ZDF zu sehen.

## Handlung
Im Jahr 2365 bei Sternzeit 42686.4 fliegt die Enterprise für eine Überprüfung der Schiffssysteme zur Sternenbasis Montgomery. Dem ersten Offizier Will Riker wird die Beförderung zum Captain des Raumschiffs Ares angeboten, das eine Forschungsmission in einem weit entfernten Sektor durchführen soll. Zu diesem Zweck soll ein ziviler Berater an Bord kommen, der Riker in die Einzelheiten der Mission einweisen wird. Als der Berater jedoch auf die Enterprise beamt, ist Will Riker alles andere als begeistert, denn es handelt sich um seinen Vater Kyle, mit dem er schon vor vielen Jahren im Streit auseinandergegangen ist. Kyle Riker schlägt einen versöhnlichen Ton an, doch sein Sohn macht sofort klar, dass er mit ihm nur über seinen Auftrag, nicht aber über private Dinge zu reden gedenkt.
Unterdessen bemerkt Fähnrich Wesley Crusher, dass sich Sicherheitschef Worf äußerst mürrisch und zurückgezogen verhält. Der zweite Offizier Data und Chefingenieur La Forge bemerken dies ebenfalls und die drei wollen den Grund dafür herausfinden, doch Worf will darüber nicht reden.
Riker stellt fest, dass sein Vater und Schiffsärztin Pulaski ein gutes Verhältnis zueinander haben und vor vielen Jahren beinahe geheiratet hätten. Pulaski und Counselor Troi versuchen, zwischen Kyle und Will Riker zu vermitteln, haben damit aber wenig Erfolg. Kyle Riker hat zwar vor, das Zerwürfnis mit seinem Sohn zu beenden, doch ihm fehlt nach wie vor das Verständnis für dessen Ursachen. Wills Mutter starb, als er gerade zwei Jahre alt war. Sein Vater zog ihn allein auf, doch den Verlust von Wills Mutter konnten beide nie überwinden und es entwickelte sich nie ein inniges Verhältnis zwischen ihnen. Kyle Riker vermittelte Will stets das Gefühl, seinem Vater unterlegen zu sein, und als Will 15 Jahre als war, verließ ihn Kyle Riker einfach, um sich seiner Arbeit im Weltraum zu widmen. Nach wie vor ist er der Meinung, damals seine väterlichen Pflichten zur Genüge erfüllt zu haben. Will Riker ist da anderer Meinung und glaubt, sein Vater wolle ihn mit der Beförderung nach all den Jahren erneut zu einer Entscheidung drängen, die nicht seine eigene ist.
Wesley findet den Grund für Worfs schlechte Stimmung heraus: Der zehnte Jahrestag seiner Initiation steht bevor. Für Klingonen ist das ein wichtiger Tag, den sie gewöhnlich gemeinsam mit ihren Freunden feiern. Worf ist allerdings der einzige Klingone auf der Enterprise. Wesley schlägt deshalb vor, die traditionellen Feierlichkeiten auf dem Holodeck nachzustellen. Wesley, Data, La Forge, Dr. Pulaski und Transporterchief O’Brien begleiten Worf aufs Holodeck. Dort muss er ein Ritual über sich ergehen lassen, in dem acht holografische Klingonen ihn mit Schmerzstöcken peinigen. Er besteht das Ritual unter starken Schmerzen und dankt anschließend seinen Freunden, dass sie diese Feier für ihn möglich gemacht haben.
Kyle Riker sucht ein letztes Mal ein versöhnliches Gespräch mit Will, doch auch dieses endet schnell im Streit. Schließlich fordert Kyle seinen Sohn zu einem Anbo-jyutsu-Kampf heraus. Diese Sportart, bei der man verblindet mit Kampfstäben gegeneinander antritt, haben die beiden oft zusammen ausgeübt, als Will noch jung war. Will nimmt an. Während des Kampfes reden sie über Wills Mutter. Will gelingt es, seinen Vater einmal zu besiegen. Beim zweiten Mal ist Kyle der Sieger, doch Will bemerkt, dass sein Vater dafür einen regelwidrigen Schlag eingesetzt hat. Der gesteht nun, dass Will ihm bereits seit seinem zwölften Lebensjahr überlegen war und er ihn nur durch Schummeln besiegen konnte. Endlich gesteht er sich selbst ein, dass er nie in der Lage war, mit seinem Sohn über seine Gefühle zu reden und gesteht ihm aufrichtig, dass er ihn ebenso liebt, wie er seine Mutter geliebt hat. Die beiden gehen schließlich versöhnt auseinander. Dennoch entscheidet sich Will Riker, die Beförderung auszuschlagen, und teilt Captain Picard mit, dass er weiter erster Offizier auf der Enterprise bleiben möchte.

## Besonderheiten

### Verbindungen zu anderen Star-Trek-Produktionen
Einige Elemente aus dieser Folge wurden in späteren Star-Trek-Produktionen wieder aufgegriffen:
- Eine Szene aus Rikers Vater wurde in der als Clipshow konzipierten Folge 2.22 (Kraft der Träume) von Raumschiff Enterprise – Das nächste Jahrhundert aus dem Jahr 1989 wiederverwendet.
- In Folge 6.24 (Riker : 2 = ?) von Raumschiff Enterprise – Das nächste Jahrhundert aus dem Jahr 1993 werden die Ereignisse aus Rikers Vater kurz erwähnt.
- Die klingonischen Schmerzstöcke kommen in zahlreichen weiteren Folgen verschiedener Star-Trek-Serien vor.
- Die USS Ares wird in mehreren weiteren Folgen von Raumschiff Enterprise – Das nächste Jahrhundert und Star Trek: Deep Space Nine sowie im Spielfilm Star Trek: Nemesis erwähnt. Dort trägt sie allerdings durchgehend den Namen Aries. Anhand der Registriernummer ist jedoch ersichtlich, dass es sich um dasselbe Schiff handelt.
- In der animierten Serie Star Trek: Lower Decks sind in zwei Folgen aus dem Jahr 2021 Anbo-jyutsu-Kämpfer zu sehen.

### Sonstiges
Im Vereinigten Königreich wurde Worfs Schmerzstock-Ritual bei der Erstausstrahlung der Folge stark geschnitten, da es als nicht familienfreundlich angesehen wurde.

## Produktion

### Drehbuch
Im Drehbuch wird neben David Assael und Robert McCullough noch Burton Armus als Autor genannt. In den Credits der Folge taucht sein Name jedoch nicht auf. McCullough überarbeitete hierbei das Drehbuch und gab später an, dass Patrick Stewart in dieser Episode anfing, starken Einfluss auf die Serie zu nehmen. Während Jonathan Frakes vom Drehbuch begeistert war, da es seine Rolle ausbaute, machte Stewart nach Sichtung des Drehbuches den Kommentar: „Das ist absolute Scheiße!“ McCullough beendete seine Arbeit für Raumschiff Enterprise – Das nächste Jahrhundert hierauf, weil er sich nicht nach Stewart richten wollte.

### Regie
Für Robert Iscove war dies die einzige Regiearbeit im Star-Trek-Franchise. Er wollte das Zerwürfnis zwischen Will Riker und seinem Vater noch eindringlicher inszenieren, was aber von Star-Trek-Schöpfer Gene Roddenberry abgelehnt wurde. Dieser war der Auffassung, die Menschen des 24. Jahrhunderts hätten sich so sehr weiterentwickelt, dass starke negative Gefühle wie Zorn keine Rolle mehr spielen. Iscove fand diese Einschränkung problematisch und lehnte weitere Engagements für die Serie ab, obwohl er eigentlich ein großer Fan der Originalserie Raumschiff Enterprise gewesen war.

### Darsteller
Lance Spellerberg hat hier seinen letzten Auftritt als Fähnrich Herbert. Er hatte diese Rolle bereits in Folge 1.24 (Begegnung mit der Vergangenheit) von Raumschiff Enterprise – Das nächste Jahrhundert gespielt.
Der Musiker, Radio- und Fernsehmoderator John Tesh hat in Rikers Vater einen Cameo-Auftritt als holografischer Klingone.

### Kostüme
Laut Larry Nemecek sollen angeblich wegen der zeitgleich stattfindenden Dreharbeiten zu Star Trek V: Am Rande des Universums die Klingonen-Kostüme knapp gewesen sein, weshalb zwei der holographischen Klingonen Gorilla-Stiefel aus dem Film Planet der Affen tragen mussten. Allerdings waren die Dreharbeiten zu Star Trek V bereits im Dezember 1988 im Wesentlichen abgeschlossen. Rikers Vater wurde hingegen erst im Februar 1989 gedreht.

### Kulissen
Counselor Trois Büro ist in dieser Folge das erste Mal zu sehen.
Bei den japanischen Schriftzügen im Anbo-jyutsu-Ring handelt es sich um Anspielungen auf das klassische Kampfkunst-Buch Gorin no Sho sowie auf verschiedene Anime-Produktionen, darunter Urusei Yatsura.

## Rezeption
Keith DeCandido bewertete Rikers Vater 2011 auf tor.com als eher schlechte Folge von Raumschiff Enterprise – Das nächste Jahrhundert. Kyle Riker sei ein selbstsüchtiger Trottel, der die Verachtung seines Sohnes voll und ganz verdient habe. Dass er nach all der Zeit immer noch nicht einsieht, dass es ein schwerer Fehler war, seinen 15-jährigen Sohn einfach zu verlassen, mache es unmöglich, irgendwelche Sympathien für diesen Charakter zu empfinden. Darüber hinaus hätten die Autoren auch die Figur Katherine Pulaski sabotiert, indem sie ihr eine Liebesbeziehung mit solch einem Kerl andichteten. Die Nebenhandlung um Worf fand DeCandido unterhaltsam, doch sie reichte seiner Meinung nach nicht aus, um die Folge als Ganzes zu retten.